# Evangelický hřbitov ve Strašnicích
Evangelický hřbitov ve Strašnicích, též Německý evangelický hřbitov, či jen Strašnický hřbitov, se nachází v Praze 10-Strašnicích na Vinohradské ulici. Od roku 2002 je strašnický hřbitov kulturní památkou.

## Dějiny
Hřbitov byl zřízen nejspíše v roce 1795. Během své existence sloužil převážně německým evangelíkům.

### Uzavření

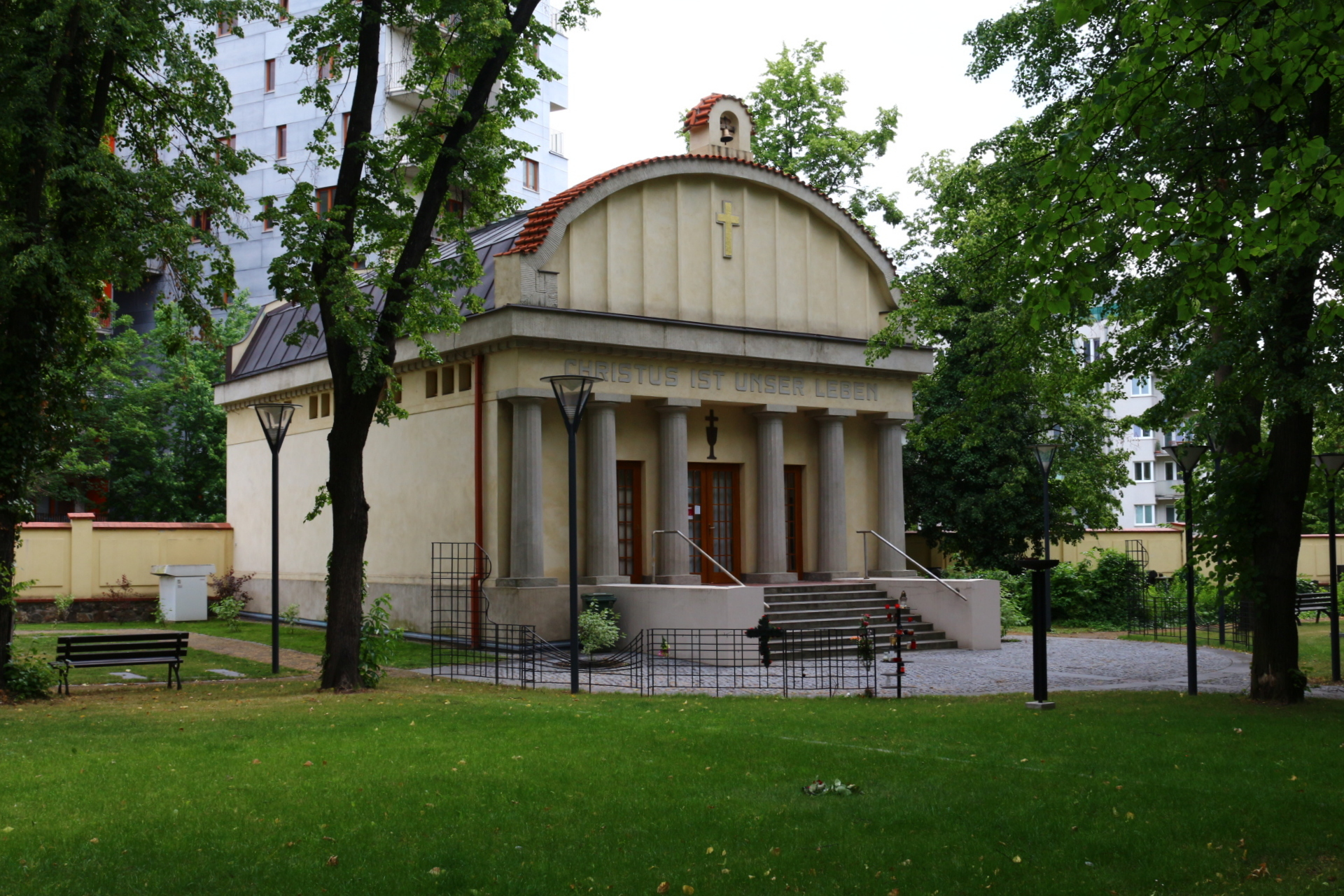
Hřbitovní kaple (Husův sbor) od roku 1955 ve správě Československé církve husitské

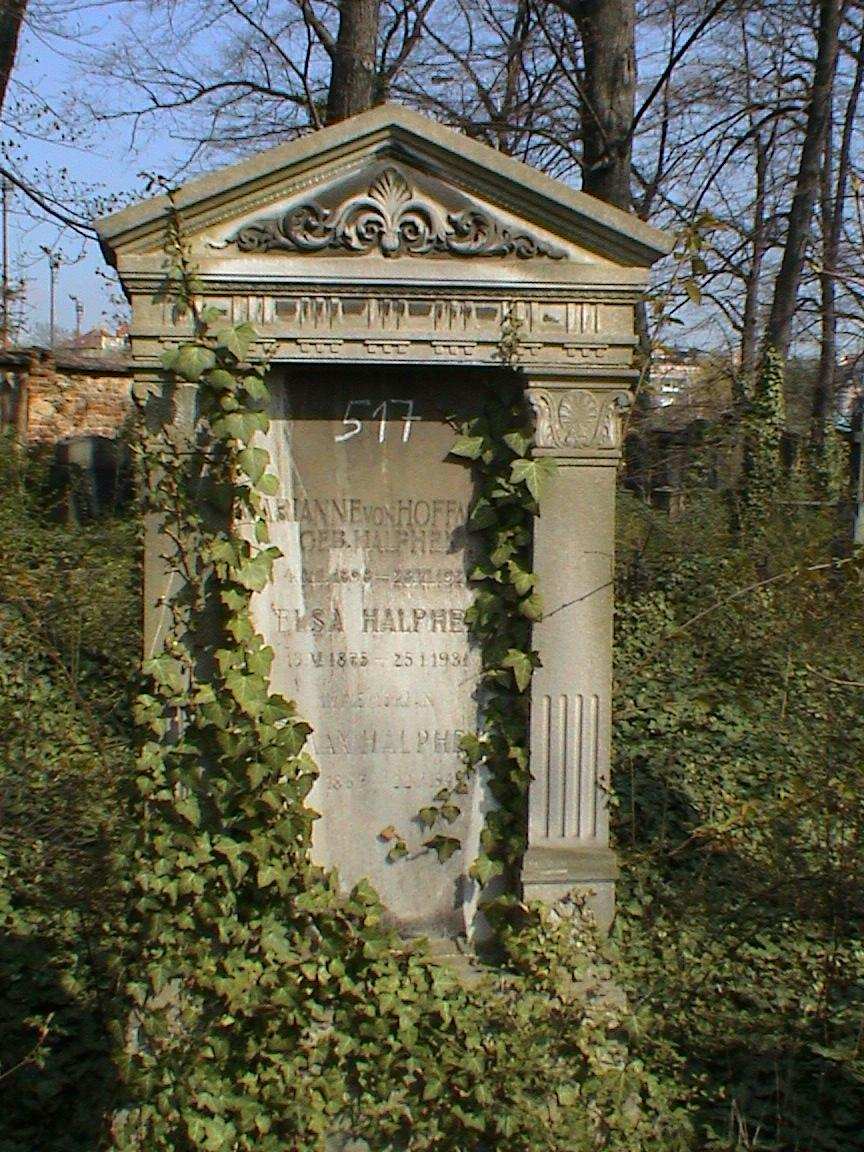
Jeden z náhrobků

Přestal se používat po roce 1945, oficiálně byl uzavřen se souhlasem Státního úřadu pro věci církevní v roce 1950 usnesením ONV Praha 10. Na hřbitově bylo zakázáno pohřbívání a ukládání uren a měl být po uplynutí deseti let od posledního pohřbu, tj. 7. února 1956, zrušen. Hřbitovní kaple byla od roku 1955 dána do užívání Československé církvi husitské, která v ní zřídila kolumbárium. V roce 1958 bylo rozhodnuto, že dojde k likvidaci hřbitova a pozemek bude využit pro rekreační a sportovní účely. Ač byl hřbitov oficiálně uzavřen, neoficiálně docházelo k ukládání uren i mezi lety 1948 a 1993. K likvidaci hřbitova nakonec nedošlo.
V roce 1998 bylo na hřbitově napočítáno 598 hrobů a 54 hrobek. Nejstarší dochovaný náhrobek, na němž je čitelné datum, pochází z roku 1828.

### Rozhodování obudoucnosti objektu
V roce 2000 bylo zamýšleno, že hřbitov bude z velké části zbořen a stane se pohřebištěm vojáků Wehrmachtu, kteří padli ke konci druhé světové války. Uvažovalo se o přemístění ostatků německých vojáků padlých v Praze i v jiných částech tehdejšího protektorátu, zejména v severních Čechách. Tento projekt však nebyl z finančních důvodů a pravděpodobně také z důvodu odporu některých památkářů a části veřejnosti na tomto místě realizován. Poté byl v roce 2002 hřbitov prohlášen kulturní památkou.

## Současnost
V říjnu 2015 byl hřbitov znovu otevřen po rekonstrukci, kterou financoval Pohřební ústav hlavního města Prahy. Je určen pouze k ukládání a rozptylu zpopelněných ostatků. V jedné z opuštěných hrobek na tomto hřbitově také bydlel milenecký pár bezdomovců, jejichž příběh je zachycen v dokumentu Láska v hrobě (Česko 2012, režie David Vondráček). Evangelický hřbitov ve Strašnicích spravuje příspěvková organizace Hřbitovy a pohřební služby hl. m. Prahy, Hřbitovní správa Strašnice.

## Pohřbené osobnosti

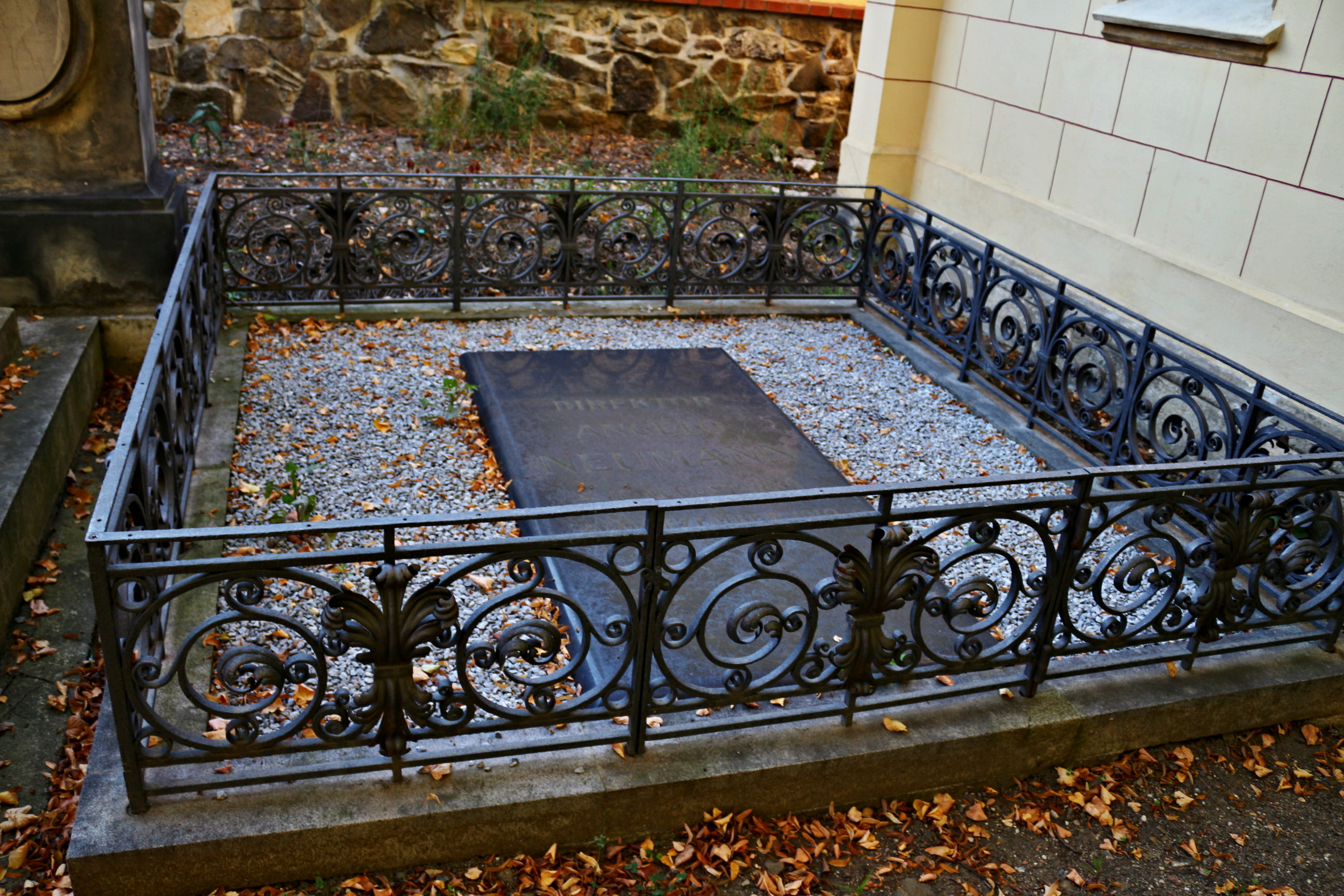
Náhrobek Angelo Neumanna, ředitele Nového německého divadla v Praze

Na na hřbitově jsou pohřbené některé významné osobnosti:
- Oscar Dolch – železniční konstruktér
- Moritz Gröbe – železniční stavitel a podnikatel
- Angelo Neumann – ředitel Nového německého divadla v Praze
- Wilhelm Elsner – opevní pěvec-tenorista
- Julius Morman – hudební skladatel
- Ludwig Grünberger – hudební skladatel
- Johanna Katharina Butzkow, hraběnka von Török, známá jako Johanna Buska – herečka, manželka Angelo Neumanna
- Hugo Rex – lékař
- Carl Umrath – průmyslník

a další.